# Sindrome del bambino grigio
La sindrome del bambino grigio è un raro ma grave effetto collaterale della somministrazione endovenosa dell'antibiotico cloramfenicolo nel neonato, specialmente se prematuro.

## Fisiopatologia
Sono stati identificati due meccanismi responsabili dello sviluppo della sindrome in seguito alla somministrazione di cloramfenicolo. Questa è dovuta al difetto di glucuronazione del farmaco durante il suo metabolismo epatico, ma anche all'accumulo nel corpo dei suoi metaboliti tossici in conseguenza a una ridotta escrezione renale del farmaco non coniugato. In particolare il sistema basato sull'enzima glucuronosiltransferasi, nei neonati e specialmente in quelli prematuri, risulta immaturo e incapace di metabolizzare un eccessivo carico di farmaco.

## Clinica
Dopo 2-9 giorni di somministrazione di cloramfenicolo ad alti livelli, la sindrome si manifesta con vomito, ipotermia, ipotensione e può esitare in shock cardiogeno ed eventualmente morte. La cute del bambino si presenta color grigio cenere le labbra e le mucose risultano bluastre in conseguenza della cianosi che si instaura.

## Trattamento
La somministrazione del farmaco deve essere interrotta immediatamente e possono rendersi necessarie exsanguinotrasfusioni per rimuovere il cloramfenicolo dal torrente circolatorio. Talvolta viene utilizzato il fenobarbital, per la sua capacità di indurre l'attività della UDP-glucoroniltrasferasi (UGT) a metabolizzare il farmaco.

## Prevenzione
La sindrome può essere evitata utilizzando il cloramfenicolo alle dosi raccomandate e dietro uno stretto monitoraggio dei suoi livelli nel sangue, o, alternativamente, utilizzando altri antibiotici ugualmente efficaci ma privi di tale effetto collaterale, come nel caso delle cefalosporine di terza generazione.